# Héctor Davanzo
Héctor Davanzo (Osorno, Chile, 5 de junio de 1902 - Santiago, Chile, 12 de julio de 1964) fue un arquitecto que trabajó en el diseño y construcción de importantes edificios destinados a la representación pública de las artes escénicas y cinematográficas, como el Teatro Cariola y el Teatro Italia, el Teatro Diana de Cartagena, el "Hollywood, el Monumental, el Excelsior, el Ideal Cinema, el América", Teatro Selecta, el Teatro Chile, el Teatro Roma,entre otros, encontrándose en funcionamiento algunos de los que no fueron demolidos. 

## Formación
Hector Davanzo Angulo estudió arquitectura en la Universidad Católica, donde fue compañero de curso de los arquitectos Esteban Barbieri Masolini, Juan Fuenzalida Fontecilla, Jorge Vásquez Castillo, Eduardo Laval Manríquez, Eduardo Carrasco Silva y Alfredo Undurraga Vásquez. De la mencionada casa de estudios de la que egresó en 1924. 

## Proyectos importantes
Uno de los proyectos más importantes en los que trabajó fue el Teatro Cariola, inicialmente llamado Teatro de la Sociedad de Autores Teatrales de Chile (SATCH). El 15 de diciembre de 1949 se anuncia que esa institución lograba una de sus más sentidas aspiraciones con ese teatro, del que las acciones "preliminares para proceder a la iniciación de la obra gruesa, bajo la vigilancia del arquitecto señor Davanzo", se habían iniciado, esperándose que la siguiente semana se pusiera la primera piedra. 
La prensa describió este proyecto indicando que el "edificio, de cinco pisos, fue proyectado por el arquitecto don Héctor Davanzo, en tanto que los cálculos de resistencia fueron realizados por el ingeniero don Antonio Anríque. En un terreno de 22.64 metros de frente, por 59 de fondo, han sido edificados 1,200 metros cuadrados, que consultan dos teatros, salas para reuniones y conferencias, dos locales comerciales, la escuela de arte escénico, camarines y clínica médica. / En el segundo piso de la construcción están ubicadas las salas para el presidente de la SATCH, el secretarío, el administrador y oficinas de contabilidad. / El tercero corresponde a las salas para reuniones, conferencias y asambleas, la biblioteca y el director. / En el cuarto quedará instalada la Escuela de Arte Escénico, y, finalmente en el quinto piso habrá una sala amplia para Academia de Danzas, con sus instalaciones completas; otras dos salas para escuela y enseñanza de compañías; sala clínica para cinco médicos y un practicante, cuyo beneficio se extenderá a todo el gremio artístico y de la radiotelefonía".
Destacó también su trabajo en el Teatro Italia, descrito como un "imponente y majestuoso edificio Art Decó construido el año 1934 por el arquitecto Héctor Davanzo, por encargo de la Familia Girardi". La prensa informó que era una construcción "asísmica toda de concreto armado, con los últimos adelantos de las edificaciones teatrales. Tan cómodo y confortable como el mejor teatro del centro".
La inauguración se hizo el 1º de marzo de 1935. Esa noche, con una "numerosa y distinguida concurrencia del sector de Providencia, Ñuñoa y Los Leones se dió cita anoche a la inauguración del "Teatro Italia", la más moderna y amplia sala cinematográfica de la capital, que ha venido a satisfacer la aspiración de los habitantes de un populoso barrio residencial".
Hasta el día de hoy dicho teatro es parte importante del patrimonio arquitectónico del Barrio Italia.
El 20 de diciembre de 1936 se inauguró el Teatro Diana en la ciudad de Cartagena, Chile, más tarde conocido como Cine Diana, por encargo de la empresa Fantinatti, Zunino y Cía. Ltda. Fue diseñado por Héctor Davanzo en "un estilo que lo emparenta con el movimiento modernista, el antiguo cine Diana fue levantado en hormigón armado, toda una novedad constructiva para la época, y se le instalaron cajas acústicas para ocultar los parlantes en los costados del escenario. A lo anterior se sumaron el infaltable foyer, un gran espacio central y la pantalla de proyección, entre otros elementos propios de estas salas de diversión".  
En los últimos años se ha evaluado la recuperación del ex Cine Diana, que se encuentra en ruinas.
También subsisten residencias privadas que Héctor Davanzo diseñó, como las ubicadas en la ciudad de Santiago, en las calles Santa Rosa 101-105 y Alonso Ovalle 720-732y Santo Domingo 3671, de la comuna de Quinta Normal.

## Galería de imágenes

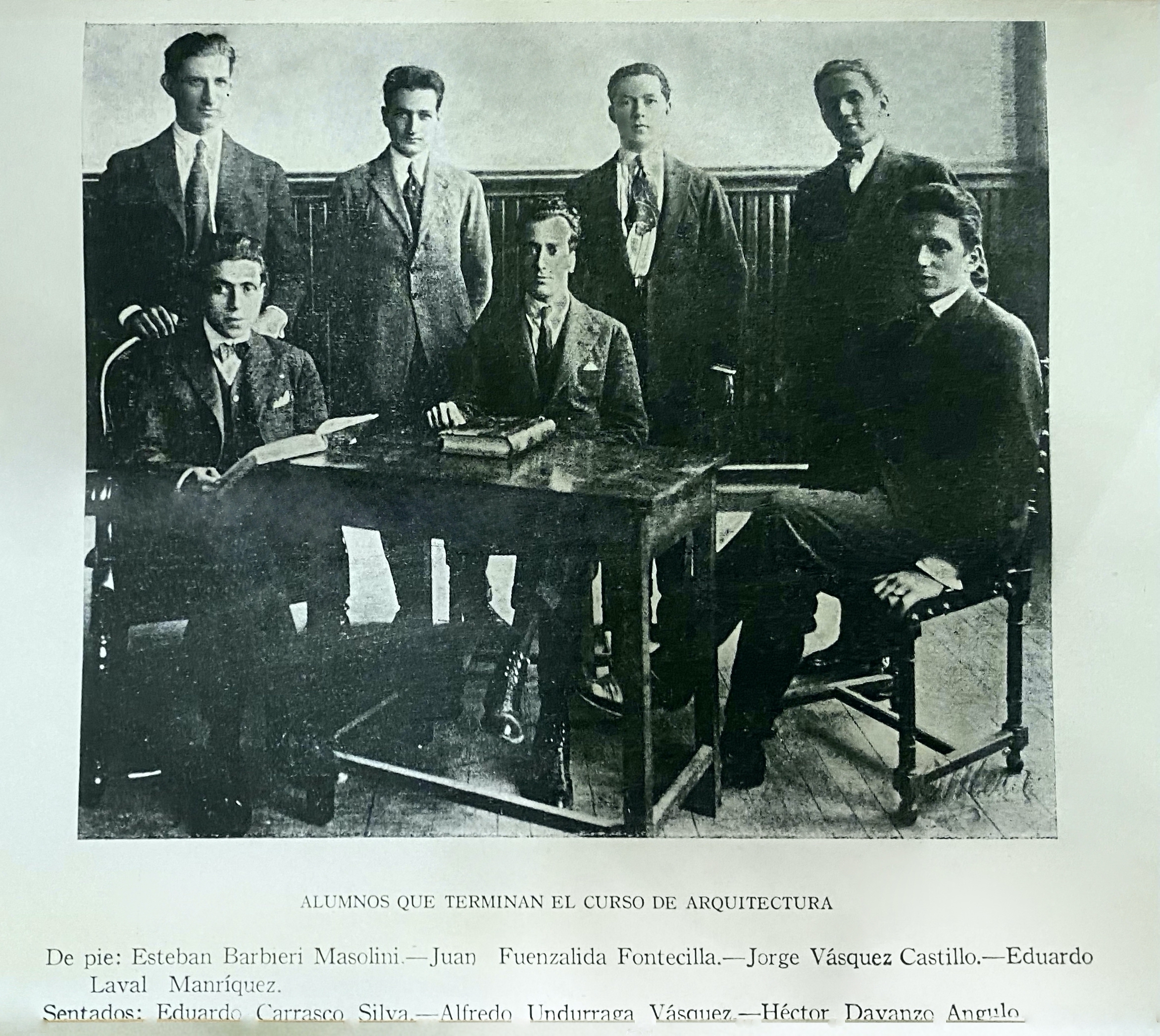
Esteban Barbieri Masolini, Juan Fuenzalida Fontecilla, Jorge Vásquez Castillo, Eduardo Laval Manríquez, Eduardo Carrasco Silva, Alfredo Undurraga Vásquez y Héctor Davanzo Angulo cursando el último año de arquitectura en la Universidad Católica.
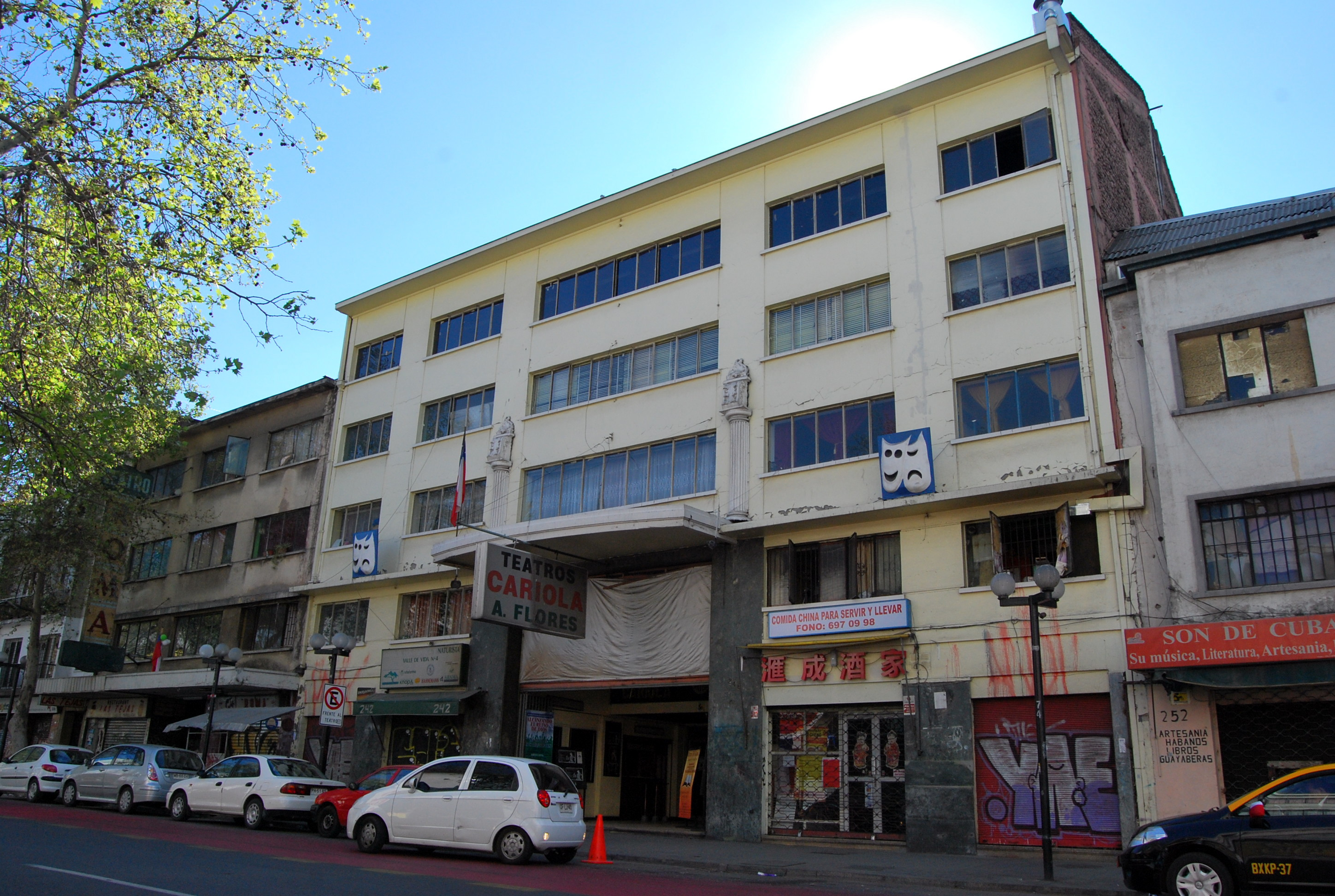
Teatro Cariola.
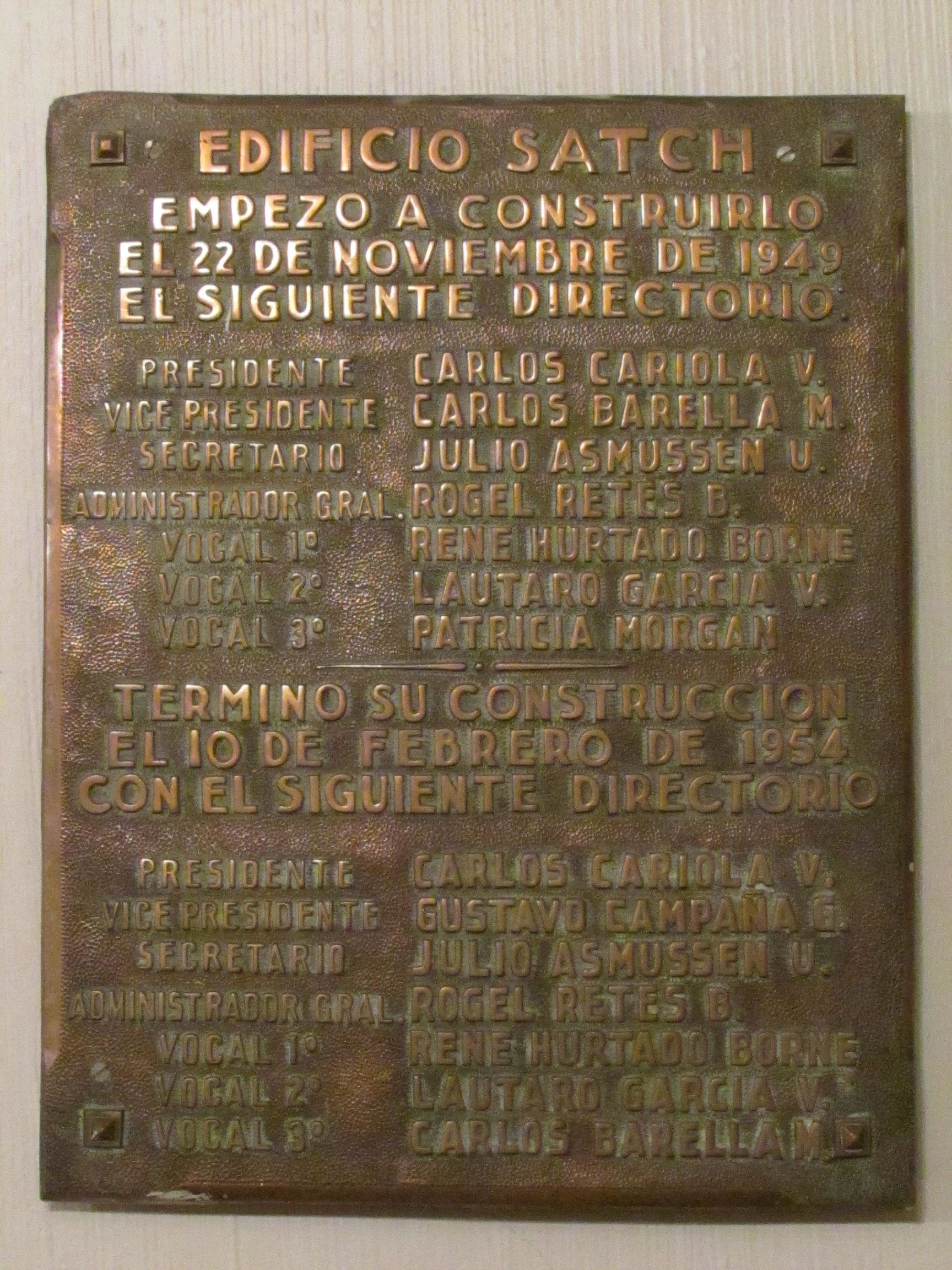
Placa conmemorativa en el Teatro Cariola.
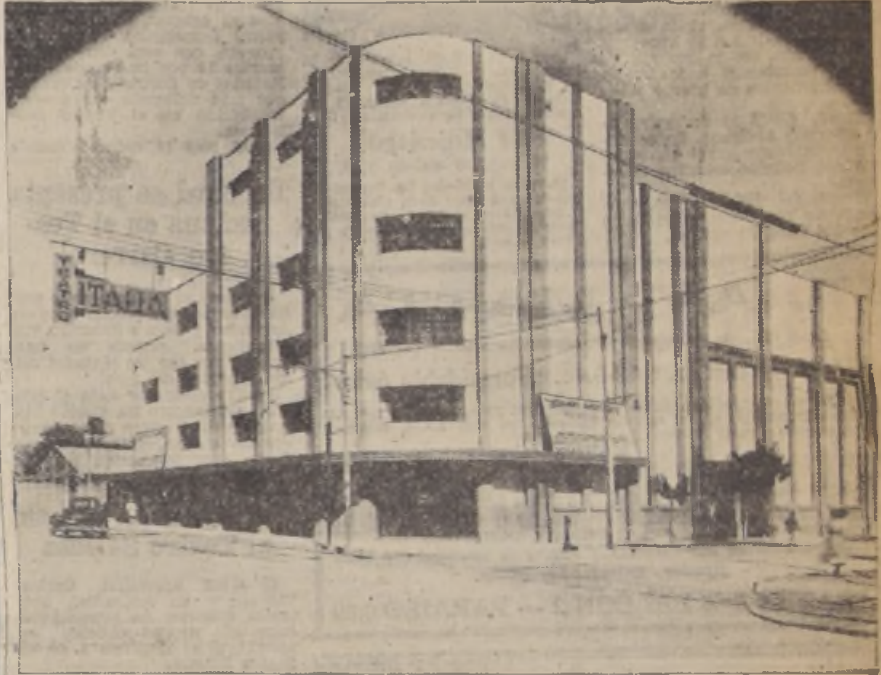
Teatro Italia el día de su inauguración.
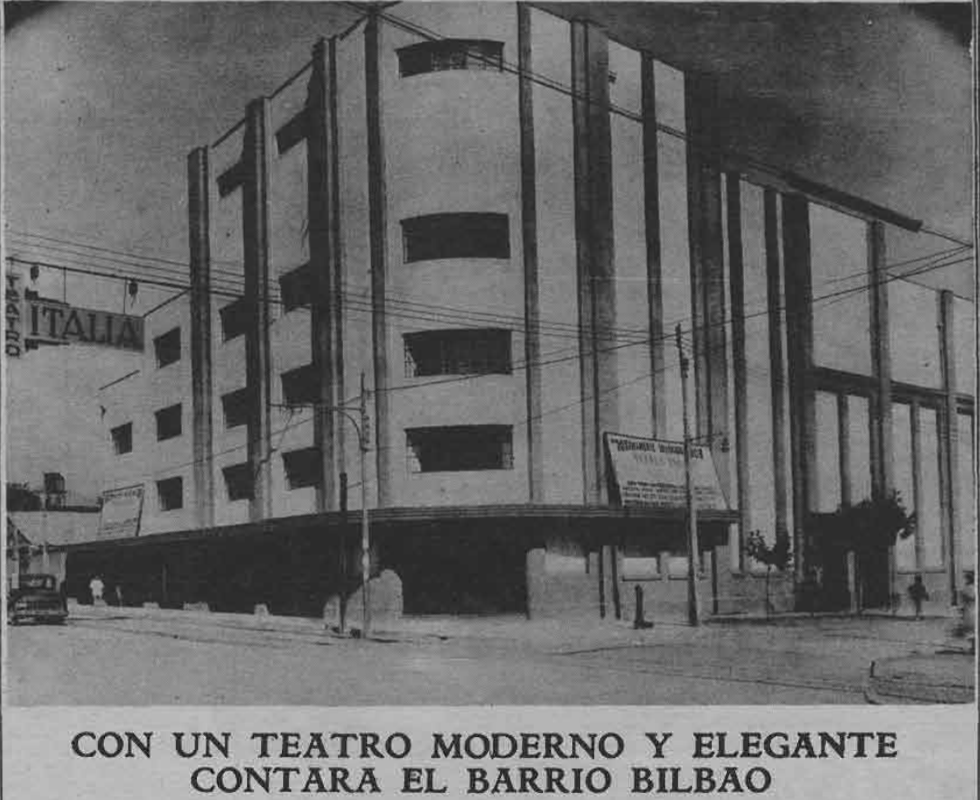
Teatro Italia en la Revista Ecran.
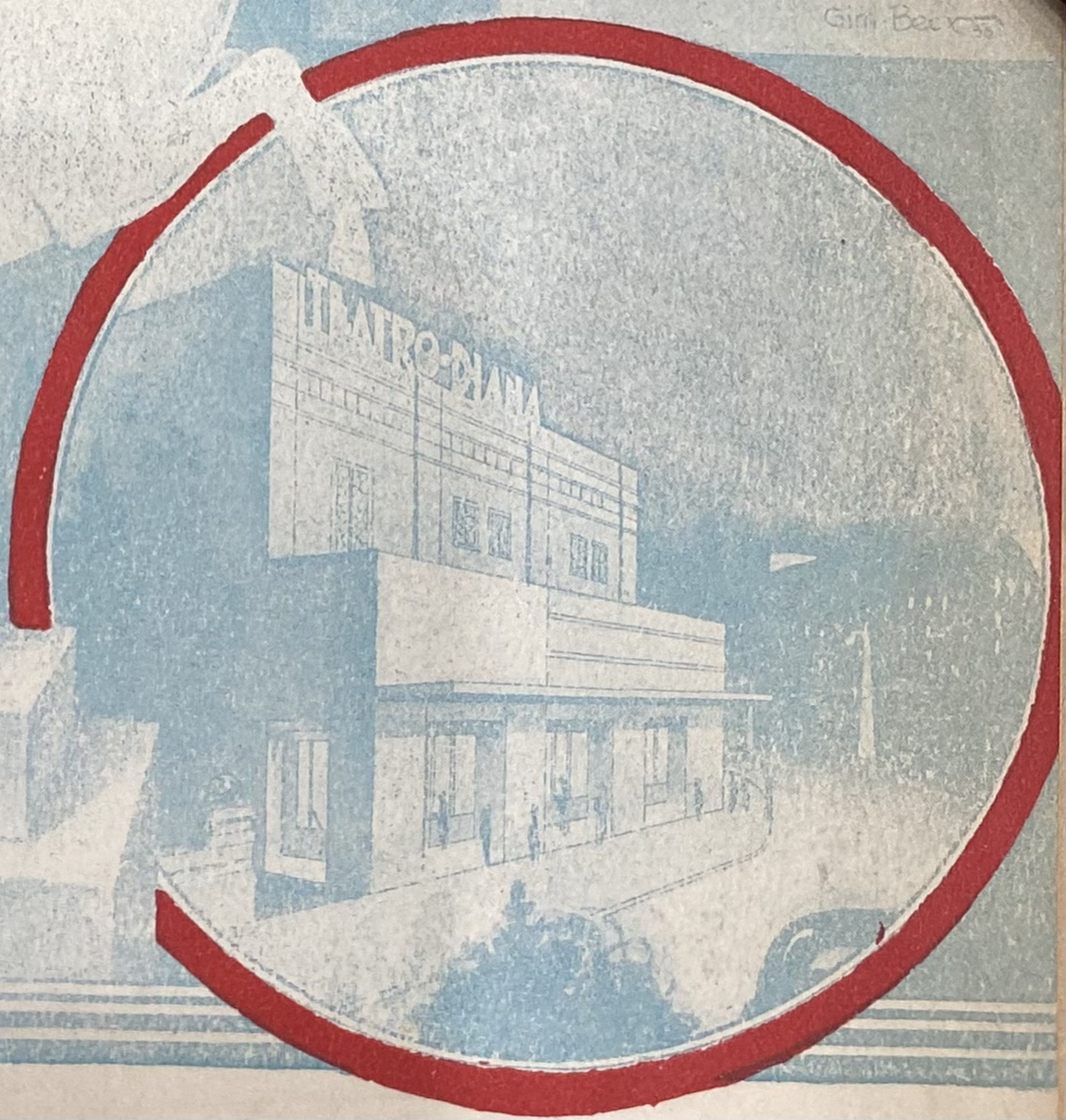
Detalle de la portada de la publicación Presenta: Teatro Diana, Cartagena / Fantinati Zunino y Cía.
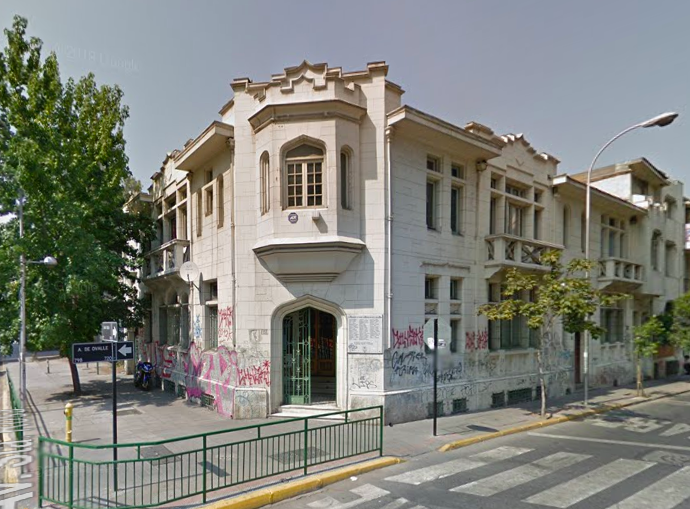
Santa Rosa esquina Alonso Ovalle.
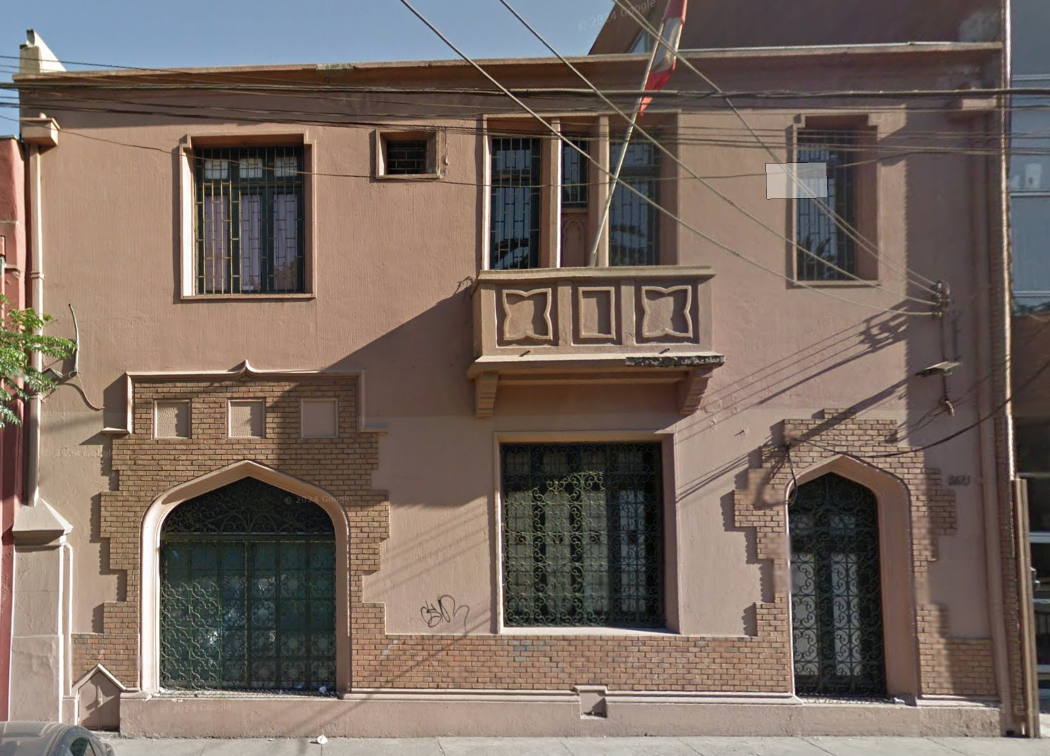
Santo Domingo 3671, Quinta Normal.